# Semotrachia minuta
Semotrachia minuta är en snäckart som beskrevs av Alan Solem 1993. Semotrachia minuta ingår i släktet Semotrachia och familjen Camaenidae. Inga underarter finns listade i Catalogue of Life.